# Helena Rasiowa
Helena Rasiowa   (Viena, 20 de juny de 1917 - Varsòvia, 9 d'agost de 1994) va ser una matemàtica polonesa, que va treballar en fonaments de la matemàtica i en lògica algebraica.

## Trajectòria

### Primers anys
Rasiowa va néixer a Viena el 20 de juny de 1917, filla de pares polonesos. Quan Polònia va recuperar la seva independència l'any 1918, la família es va establir a Varsòvia. El pare de Rasiowa era especialista en ferrocarrils i de classe benestant. El seu coneixement i experiència el van fer assumir càrrecs molt importants en l'administració ferroviària. Ella va mostrar des de sempre moltes habilitats i interessos, des de la música als negocis, i de manera especial cap a les matemàtiques.
L'any 1938, el moment no era propici per entrar a la universitat i Rasiowa va haver d'interrompre els seus estudis, ja que va ser suspesa l'educació legal a Polònia a partir de 1939. Moltes persones van fugir de les grans ciutats del país, que eren objecte dels bombardejos alemanys de la Segona Guerra Mundial. La família Rasiowa també va fugir de Varsòvia, i com la majoria dels alts càrrecs de l'administració i membres del govern van ser evacuats a Romania. La família va passar un any en Lviv. Després de la invasió soviètica, al setembre de 1939, la ciutat va ser presa per la Unió Soviètica i les vides de molts polonesos estaven en perill, així que el pare de Rasiowa va decidir tornar a Varsòvia.

### Desenvolupament acadèmic
Rasiowa va tenir una gran influència dels lògics polonesos. Va escriure la seva tesi doctoral sota la supervisió de Jan Lukasiewicz i Apressesław Sobociński. Al 1944, va esclatar l'alçament de Varsòvia i la ciutat va ser destruïda gairebé completament. La tesi de Rasiowa es va cremar en ser cremada la seva casa. Ella va sobreviure, juntament amb la seva mare, en un celler cobert per les ruïnes de l'edifici destruït.
Un cop finalitzada la guerra, els matemàtics polonesos van començar a recuperar les seves institucions i a reagrupar-se al seu voltant. Els que van sobreviure van considerar que reconstruir les universitats poloneses i la comunitat científica era el seu deure. Una de les més importants condicions per a aquesta reconstrucció era ajuntar tots aquells que podien participar en el ressorgiment de les matemàtiques. Mentrestant, Rasiowa havia acceptat una feina com a professora en una escola secundària. Allí va conèixer a Andrzej Mostowski i va tornar a la universitat. Va reescriure la seva tesi l'any 1945 i a l'any següent va començar la seva carrera acadèmica com a ajudant a la Universitat de Varsòvia, institució en la qual va romandre lligada la resta de la seva vida.
A la universitat va preparar i defensar la seva tesi Algebraic Treatment of the Functional Calculi of Lewis and Heyting, al 1950, sota la direcció del professor Andrzej Mostowski. Amb aquesta tesi sobre lògica algebraica va iniciar la seva contribució a l'escola de lògica de Lviv-Varsòvia. L'any 1956, va aconseguir el seu segon grau acadèmic, doktor nauk (equivalent a l'habilitació) a l'Institut de Matemàtiques de l'Acadèmia Polonesa de Ciències, on entre 1954 i 1957 va tenir un lloc de professora associada, convertint-se en professora l'any 1957 i en professora de ple dret al 1967. Per al grau, va presentar dos articles, Algebraic Models of Axiomatic Theories i Constructive Theories, que junts van formar la tesi anomenada Algebraic Models of Elementary Theories and their Applications.
Rasiowa va escriure més de 100 articles, llibres i monografies. També va supervisar les tesis doctorals de més de 20 estudiants. No obstant això, les seves contribucions no es van limitar a la recerca. Va ajudar a crear la revista Fonamenta Informaticae, de la qual va ser editora en cap des de la seva creació al 1977 fins que va morir, l'any 1994. A més, també va ser editora col·lectiva de Studia Logica des de 1974 i, des de 1986, editora associada de la revista Journal of Approximate Reasoning.

## Obres
- The Mathematics of Metamathematics (1963, amb Roman Sikorski)
- An Algebraic Approach to No-Classical Logics (1974)